# Villiers-sous-Praslin
Villiers-sous-Praslin település Franciaországban, Aube megyében. Lakosainak száma 68 fő (2022. január 1.). Villiers-sous-Praslin Arrelles, Jully-sur-Sarce, Lantages, Praslin, Villemorien és Vougrey községekkel határos.

## Népesség
A település népessége az elmúlt években az alábbi módon változott:
| Lakosok száma | 102  | 97   | 77   | 67   | 70   | 70   | 71   | 71   | 71   | 68   |
|               | 1968 | 1982 | 1990 | 2006 | 2013 | 2015 | 2017 | 2019 | 2020 | 2022 |